# Portunus anceps
Portunus anceps – gatunek kraba z rodziny Portunidae. Występuje w zachodnim Atlantyku.